# لانگسا
لانگسا (به لاتین: Langsa) یک منطقهٔ مسکونی در اندونزی است که در آچه واقع شده‌است.
 لانگسا ۲۶۲٫۴۱ کیلومتر مربع مساحت و ۱۵۶٬۸۰۹ نفر جمعیت دارد.